# Ankylopteryx scioptera
Ankylopteryx scioptera är en insektsart som beskrevs av Luisa Eugenia Navas 1924. Ankylopteryx scioptera ingår i släktet Ankylopteryx och familjen guldögonsländor. Inga underarter finns listade i Catalogue of Life.